# 吉姆·沃尔什 (篮球运动员)
詹姆斯·帕特里克·“吉姆”·沃尔什（英語：James Patrick "Jim" Walsh，1930年8月29日—1976年3月4日），生于加利福尼亚州旧金山，美国前男子篮球运动员。他曾代表美国获得1956年夏季奥运会篮球比赛男子金牌。